# Distretto di Orta
Il distretto di Orta (in turco Orta ilçesi) è uno dei distretti della provincia di Çankırı, in Turchia.